# Archidiocèse de Tabora
L'archidiocèse de Tabora (Archidioecesis Taboraensis) est un siège métropolitain de l'Église catholique en Tanzanie. En 2014, il comptait 277 000 baptisés pour 2 044 000 habitants. Son siège est actuellement tenu par Protase Rugambwa.

## Territoire
Son territoire comprend une partie de la région de Tabora. Son siège est à Tabora, à la cathédrale Sainte-Thérèse.
L'archidiocèse est subdivisé en 23 paroisses.

## Histoire
Les premiers missionnaires Pères blancs arrivent à Tabora en octobre 1878 .
Le vicariat apostolique d'Ounyanyembé est érigé par Léon XIII le 11 janvier 1887, recevant son territoire du vicariat apostolique du Tanganyika (aujourd'hui diocèse de Sumbawanga (en)), à l'époque de l'Afrique orientale allemande. Il est confié aux Pères blancs. Le premier vicaire apostolique, Mgr Gerboin, de nationalité française, a sa résidence à la mission d'Ushirombo.
Le 12 décembre 1912, il cède une portion de territoire à l'avantage du nouveau vicariat apostolique du Kivu, aujourd'hui archidiocèse de Gitega.
Il prend le nom de vicariat apostolique de Tabora, le 31 mai 1925.
Le 8 avril 1929 et le 14 avril 1943, il cède des portions de territoire à l'avantage du nouveau vicariat apostolique de Bukoba (aujourd'hui diocèse de Rulenge-Ngara (de)) et de la préfecture apostolique de Mbulu (aujourd'hui diocèse). Entre-temps, le 10 avril 1929, il reçoit une portion de territoire du vicariat apostolique du Victoria-Nyanza (aujourd'hui archidiocèse de Mwanza (en)).
Le 25 mars 1953, jour de l'Annonciation, il est élevé au rang d'archidiocèse par la bulle Quemadmodum ad Nos de Pie XII.
Le 25 mars 1972, et le 11 novembre 1983, l'archidiocèse cède des portions de territoire pour l'érection des nouveaux diocèses de Singida (en) et de Kahama (en).

## Ordinaires
- François Gerboin M.Afr. (28 janvier 1897 - 27 juin 1912, décédé)
- Henri Léonard M.Afr. (27 juin 1912 - 23 juillet 1928, démissionnaire)
- Édouard Michaud M.Afr. (29 novembre 1928 - 24 mars 1932, nommé coadjuteur du vicaire apostolique d'Ouganda)
- Joseph Trudel M.Afr. (25 avril 1933 - 4 février 1948, démissionnaire)
- Cornelius Bronsveld M.Afr. (31 mai 1950 - 21 décembre 1959, démissionnaire)
- Marko Mihayo (21 juin 1960 - 9 mars 1985, retraite), premier archevêque autochtone
- Mario Epifanio Abdallah Mgulunde (9 mars 1985 - 14 mars 2006, décédé)
- Paul Ruzoka (25 novembre 2006 - 10 novembre 2023).
- Protase Rugambwa, depuis le 10 novembre 2023

## Statistiques
Sur une population de 2 044 000 habitants, l'archidiocèse comptait en 2014, selon l'Annuaire pontifical, 277 000 baptisés (13,6% du total) desservis par 75 prêtres, dont 57 séculiers et 18 réguliers, soit un prêtre pour 3 693 fidèles, avec 31 religieux et 352 religieuses dans 23 paroisses.

## Autres archidiocèses de Tanzanie
- L'archidiocèse d'Arusha, dont dépendent les diocèses de Mbulu, Moshi et Same ;
- L'archidiocèse de Dodoma, dont dépendent les diocèses de Kondoa et Singida ;
- L'archidiocèse de Mbeya, dont dépendent les diocèses d'Iringa, de Mafinga et de Sumbawanga ;
- L'archidiocèse de Mwanza, dont dépendent les diocèses de Bukoba, Bunda, Geita, Kayanga, Musoma, Rulenge-Ngara et Shinyanga ;
- L'archidiocèse de Dar es Salam, dont dépendent les diocèses d'Ifakara, de Mahenge, Morogoro, Tanga et Zanzibar ;
- L'archidiocèse de Songea, dont dépendent les diocèses de Lindi, Mbinga, Mtwara, Njombe et de Tunduru-Masasi.